# 7984 Marius
7984 Marius eller 1980 SM är en asteroid i huvudbältet som upptäcktes den 29 september 1980 av den tjeckiske astronomen Zdeňka Vávrová vid Kleť-observatoriet. Den är uppkallad efter den tyske astronomen Simon Marius.
Asteroiden har en diameter på ungefär 10 kilometer.